# 霍諾鎮區 (阿肯色州菲利普斯縣)
霍諾鎮區（英語：Hornor Township）是位於美國阿肯色州菲利普斯縣的一個行政鎮區。

## 地方資料
霍諾鎮區的面積為94.60平方千米，當中陸地面積為94.60平方千米，而水域面積為0.00平方千米。根據2010年美國人口普查的數據，當地共有人口9697人，而人口密度為每平方千米102.51人。